# 紐康鎮區 (伊利諾伊州尚佩恩縣)
紐康鎮區（英語：Newcomb Township）是位於美國伊利諾伊州尚佩恩縣的一個行政鎮區。

## 地方資料
根據2010年美國人口普查的數據，紐康鎮區的面積為94.20平方千米，當中陸地面積為93.80平方千米，而水域面積為0.40平方千米。當地共有人口1291人，而人口密度為每平方千米13.7人。